# Mistrzostwa Świata FIBT 1971
Mistrzostwa Świata FIBT 1971 odbyły się w dniu 15 lutego 1971 we włoskiej miejscowości Cervinia, gdzie rozegrano konkurencję męskich dwójek i czwórek bobslejowych.

## Dwójki
- Data: 15 lutego 1971

| Miejsce | Państwo | Zawodnik                        | Czas |
| ------- | ------- | ------------------------------- | ---- |
| 1       | Włochy  | Gianfranco Gaspari Mario Armano | -    |
| 2       | Włochy  | Enzo Vicario Corrado dal Fabbro | -    |
| 3       | Austria | Herbert Gruber Josef Oberhauser | -    |

## Czwórki
- Data: 15 lutego 1971

| Miejsce | Państwo    | Zawodnik                                                                 | Czas |
| ------- | ---------- | ------------------------------------------------------------------------ | ---- |
| 1       | Szwajcaria | René Stadler Max Forster Erich Schärer Peter Schärer                     | -    |
| 2       | Włochy     | Oscar d'Andrea Alessandro Bignozzi Antonio Brabcaccio Renzo Caldera      | -    |
| 3       | RFN        | Wolfgang Zimmerer Stefan Gaisreiter Walter Steinbauer Peter Utzschneider | -    |

## Tabela medalowa
| Miejsce | Państwo    |   |   |   | Razem |
| ------- | ---------- | - | - | - | ----- |
| 1.      | Włochy     | 1 | 2 | 0 | 3     |
| 2.      | Szwajcaria | 1 | 0 | 0 | 1     |
| 3.      | RFN        | 0 | 0 | 1 | 1     |
| 4.      | Austria    | 0 | 0 | 1 | 1     |